# Menjamel versicolor
El menjamel versicolor (Gavicalis versicolor) és un ocell de la família dels melifàgids (Meliphagidae).

## Hàbitat i distribució
Habita manglars i medi urbà de Waigeo, Batanta, Salawati i Misool (a les illes Raja Ampat. Costa de Nova Guinea, incloent petites illes. Costa nord-oriental de Queensland incloent les illes adjacents.